# اره‌کوسه باهاما
اره‌کوسه باهاما (نام علمی: Pristiophorus schroederi) نام یک گونه از سرده اره‌کوسه‌ای‌ها است.